# Zéjel

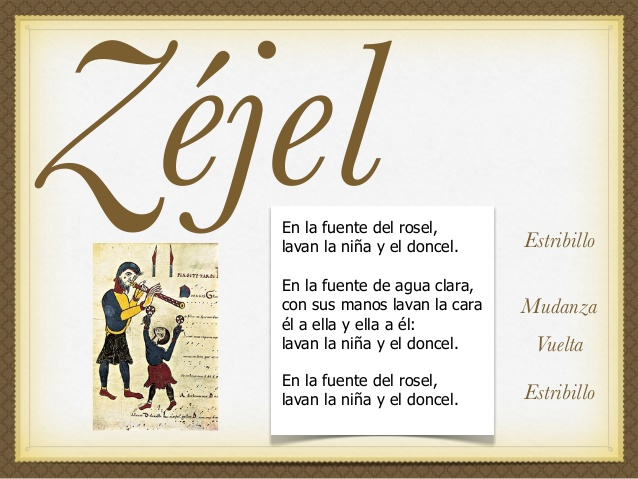

Lo zéjel detto anche zájal (dall'arabo زجل, zajal) è un componimento metrico originario della Spagna e nato durante il periodo islamico. Strutturalmente molto vicino al muwashshah, lo zéjel presenta però un contenuto interamente in lingua araba a livello vernacolare. Nella letteratura spagnola si ritrovano alcuni tipi di componimento poetico che sono nati verosimilmente ispirandosi allo zéjel, il quale risultò diffuso pure nei cancioneros di epoca posteriore. Anche i trovatori della Francia centro-meridionale e altri letterati spagnoli (specie durante il Secolo d'Oro) presero talvolta spunto dallo zéjel.